# Kościół Narodzenia Najświętszej Maryi Panny w Sanoku
Kościół Narodzenia Najświętszej Maryi Panny w Sanoku – świątynia parafii Narodzenia Najświętszej Maryi Panny w dzielnicy Dąbrówka miasta Sanok.

## Świątynia
Decyzja-zezwolenie na wzniesienie świątyni została wydana w 1979, a konstruktorem był inż. Stanisław Janowski. Poświęcenia, wraz z wbudowaniem aktu erekcyjnego i kamienia węgielnego (pochodzącego z Watykanu, przekazanego przez papieża Jana Pawła II z grobu św. Piotr), dokonał bp Ignacy Tokarczuk 7 września 1980, zaś ukończony budynek świątyni poświęcił 5 września 1982 bp Stanisław Jakiel, który nadał jej dedykację Narodzenia Najświętszej Maryi Panny. W dniu 15 czerwca 1985 kościół wizytował abp Luigi Poggi.

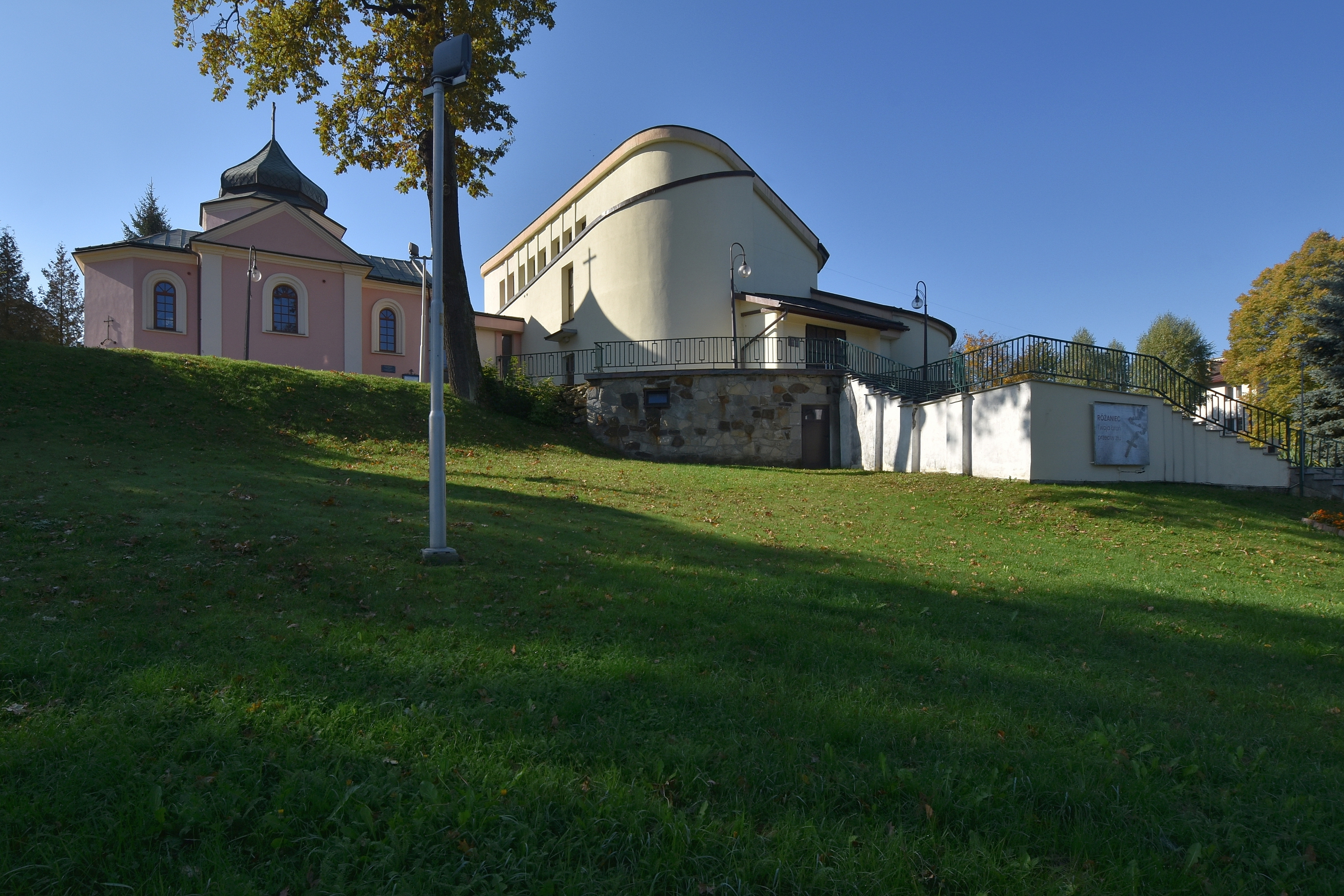
Widok od strony prezbiterium
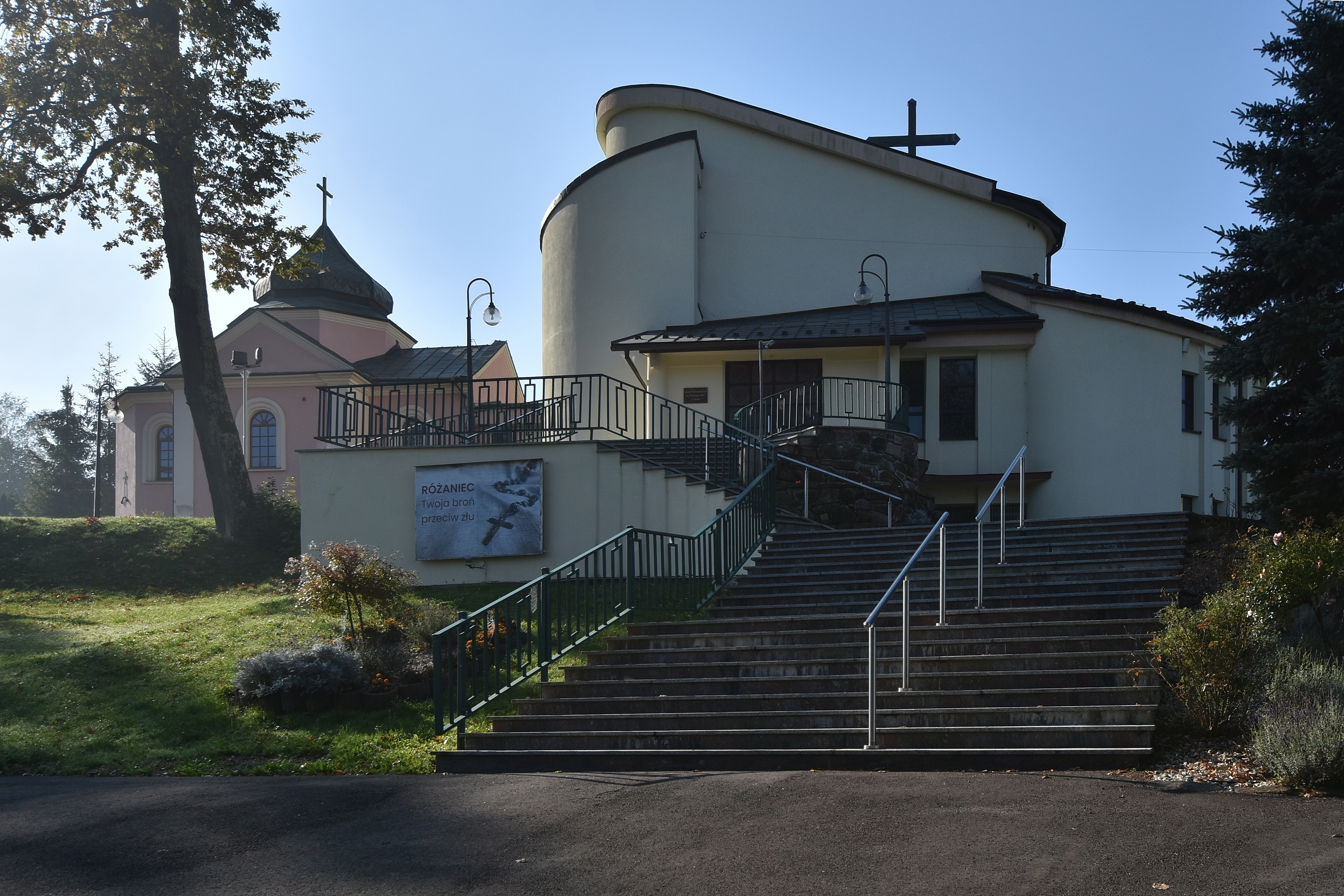
Elewacja frontowa
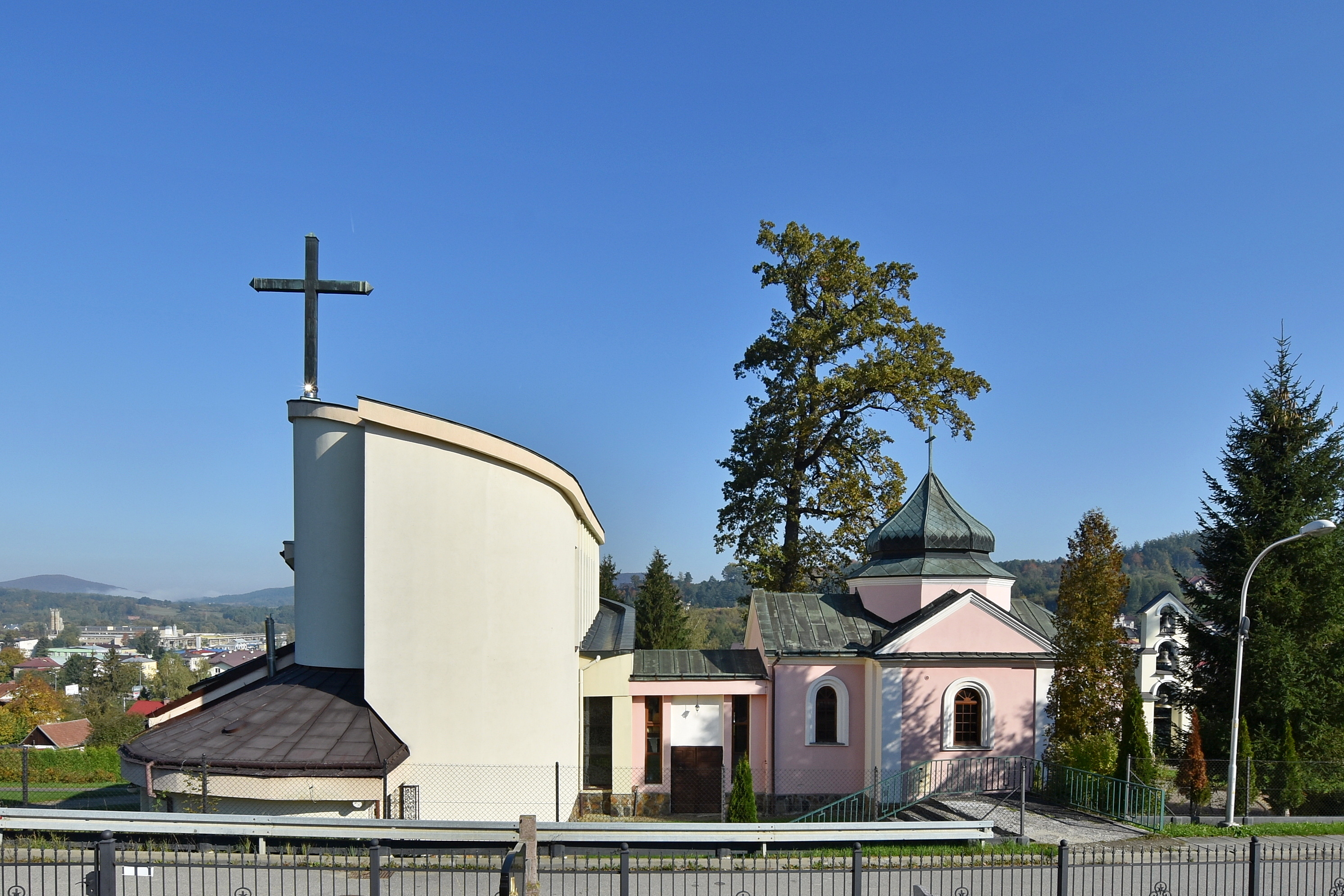
Widok ogólny

## Tablice pamiątkowe
Tablica upamiętniająca jubileusz 25-lecia parafii. Odsłonięta 8 września 1991 roku. Treść inskrypcji: "1966 - 9.IX.1991 Magnificat za powstanie i XXV lat istnienia parafii Sanok - Dąbrówka wyrażają Bogu kapłani i wierni".
Epitafium ks. Antoniego Szypuły, ustanowione w 2013. Inskrypcja głosi: "D.O.M. Księdzu Prałatowi Antoniemu Szypuła ur. 5 X 1928 Sołonka k. Rzeszowa, zm. 12 II 2003 Sanok. Proboszczowi parafii w latach 1976-2002. Budowniczemu kościoła parafialnego i filialnego w Czerteżu. W 10 rocznicę śmierci wdzięczni parafianie. Sanok 12.02.2013."

## Cmentarz
Powyżej kościoła znajduje się cmentarz parafialny. W jego wschodniej części jest położona zabytkowa kaplica grobowa Rylskich i Tchórznickich z 1842. Cmentarz został wpisany do gminnego rejestru zabytków miasta Sanoka, opublikowanego w 2015.
Na cmentarzu zostali pochowani m.in. ks. Antoni Szypuła (1928-2003, proboszcz parafii), Ryszard Pytlowany (1959-2009, trener klubu piłkarskiego Stal Sanok), Stanisław Vogel (1954-2011, hokeista).